# David van Kampen
 Der er for få eller ingen kildehenvisninger i denne artikel, hvilket er et problem. Du kan hjælpe ved at angive troværdige kilder til de påstande, som fremføres i artiklen.

David van Kampen (født 17. februar 1933 i Leeuwarden) er en nederlandsk billedkunstner.
Van Kampen blev uddannet ved Rietveld Academy i Amsterdam. Han er en billedhugger og maler. Han bor og arbejder i sin hjemby Leeuwarden (frisisk: Ljouwert).

## Værker efter lokalitet
Burgum
- Organyske foarm út de prehistoarje (pleistoseen) Burgum (organisk form fra præhistorisk tid, pleistocæn)

Damwâld
- Gemeentlik monumint (1985), Haadwei (Kommunal monument)

Gerkeskleaster
- De Twilling (1982), Wigerathorp  (Tvillingen)

De Harkema
- De Mollefanger (1999), Nijkamp (mulvarpfangeren)

Huzum
- Túnker (1982) Huzum (gartneren)

Ljouwert
- Feekeaplju (1978), Snitserkade) (Bondemand)

Wolvegea
- Mins en dier (1968), Van der Sandeplein (mennesket og dyr)

Wâlterswâld
- Monumint foar de sûkereitylt (2004), Koaileane (Monument for cikorie dyrkning)